# 祖父の代までも
『祖父の代までも』（そふのだいまでも、西: Asta su Abuelo, 英: As for back as his grandfather）は、フランシスコ・デ・ゴヤが1797年から1799年に制作した銅版画である。アクアチント。80点の銅版画で構成された版画集《ロス・カプリーチョス》（Los Caprichos, 「気まぐれ」の意）の第39番として描かれた。本作品は《ロス・カプリーチョス》の第37番から第42番まである6点のロバをモチーフに描いた小連作の1つで、自らの身分や出自を自慢する貴族たちを風刺している。ゴヤはこの作品をエッチングではなくアクアチントの技法のみを使用して描いた。準備素描がマドリードのプラド美術館に所蔵されている。

## 制作背景
18世紀後半、貴族階級に属することを自慢する人々に対して盛んに風刺が行われた。啓蒙主義の知識人たちは世襲貴族を衰退した時代遅れの階級であり、近代化を目指す国家の障害と考えた。啓蒙主義の学者ホセ・カダルソは死後の1789年に出版された小説『モロッコ人の手紙』（Cartas marruecas）で非生産的な世襲貴族を厳しく非難した。彼らに対する反発意識は一般大衆の間でも受け入れられた。1792年に出版されたプリモ・フェリシアーノ・マルティネス・デ・バレステロスの『著名なロバ・アカデミーの回想録』（Memorias de la Insigne Academia Asnal）の挿絵の1つ「貴族のロバ」の題辞はスペイン社会に生まれつつあった変化を明らかにしている。「あらゆる人間は、他の人間と平等である･･･一人の人間を、その生まれによって、他の人間から区別しようとするとはとんでもない幻想である」。

## 作品

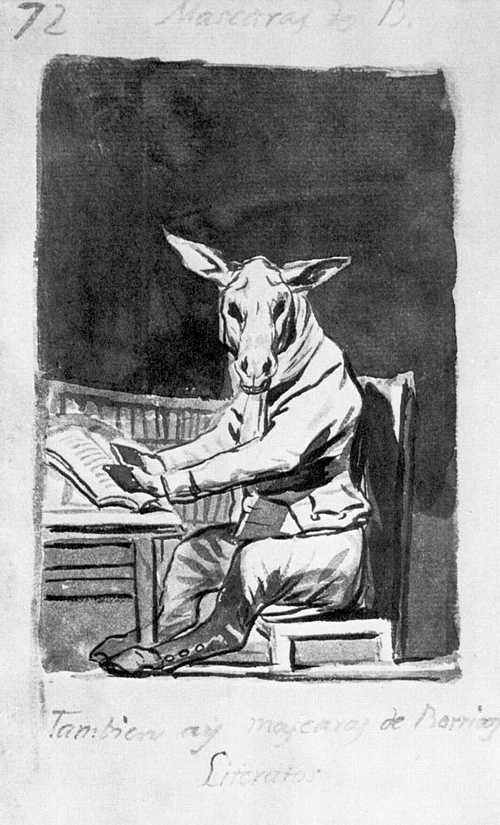
『素描帖B』第72番。個人蔵。

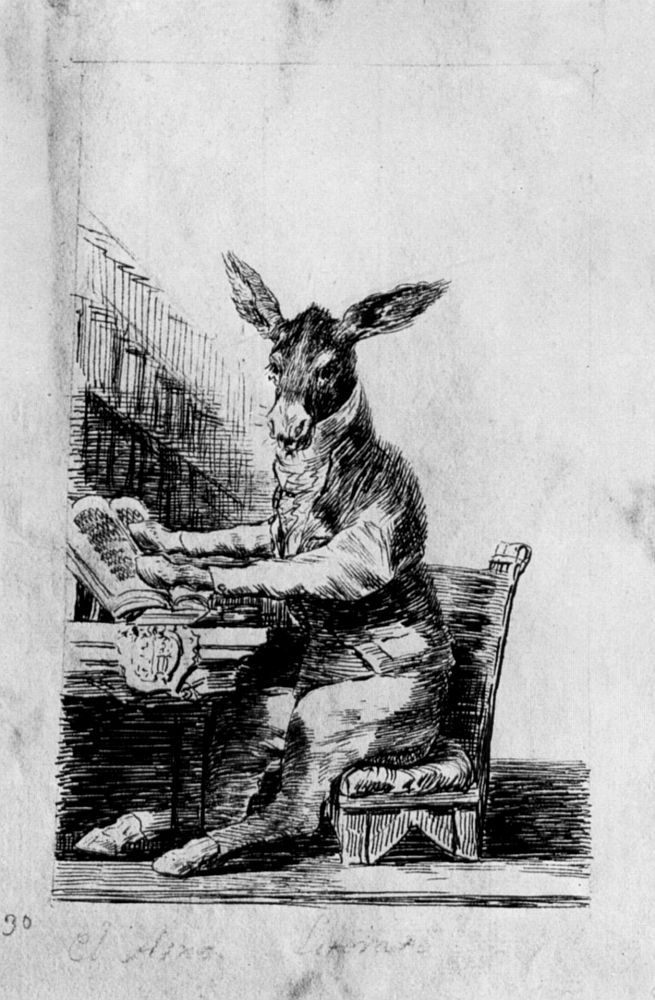
《夢》第26番「文学者姿のロバ」。プラド美術館所蔵。

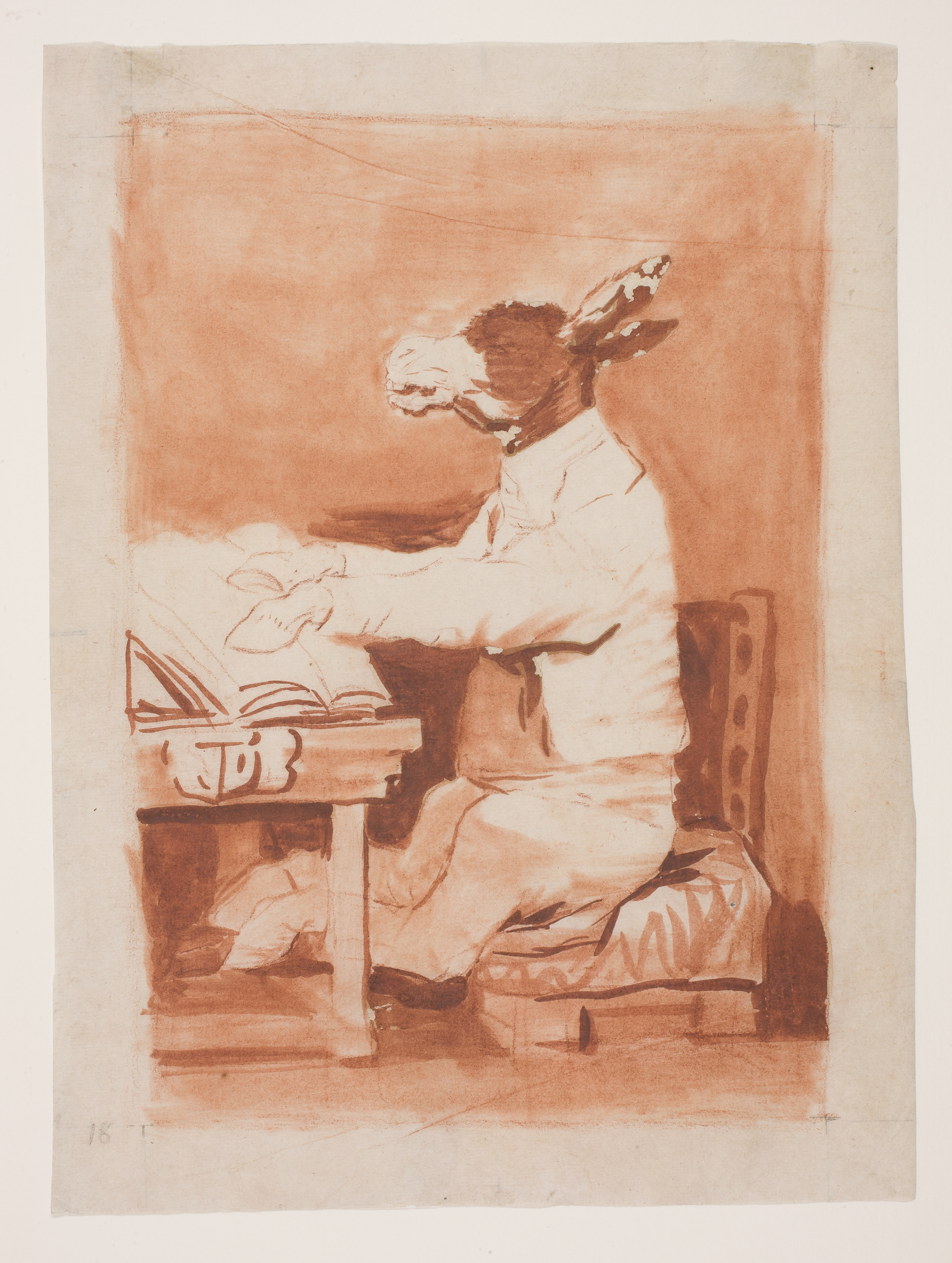
準備素描。プラド美術館所蔵。

ゴヤ『バルトロメ・スレーダ・イ・ミセロルの肖像』。1804年。ナショナル・ギャラリー・オブ・アート所蔵。

人間の姿をしたロバが机の前に座って書物を読んでいる。ロバが着ているのは寝巻である。机上で開かれた書物には多くのロバが描かれているが、これは彼の家系図であり、少なくとも17代にわたって遡ることができる。ロバはこの祖先の系譜を研究しており、鑑賞者のほうを見て誇らしげに家系図を見せている。本作品に関して各手稿はいずれもロバが自身の高貴な出自を示そうとしているという点で一致している。机の側面には盾形紋章があり、彼の一族を表すロバの図像が描かれている。暗闇に包まれた背景の書物とロバの間の小さな空間にはフクロウのシルエットが見える。
『祖父の代までも』は一族の起源の調査にいそしむ貴族たちを批判している。自身の貴種性を調査する機運は、ゴヤ自身も無関心でいることができないほど18世紀の貴族の間で広まった。ゴヤはこうした人々をロバの姿で表すことで嘲笑している。ロバはヨーロッパの図像的伝統では「無知」や「愚鈍」を象徴するため、系譜でたどることができるのはロバ＝愚か者の系譜ということになる。またロバの子供はロバであるから、その愚かさは子孫に継承されるとゴヤは主張している。
ちなみにロペス・デ・アラヤ（López de Ayala）の手稿は当時の宰相マヌエル・デ・ゴドイを風刺した作品としている。ゴドイは系譜上ではゴート族の王の血を引くとされているが、その血統は作成された不確かなものであった。
ロバの愚鈍さは準備素描では理性が欠如していることを閉じた瞳によって表現しており、何も記されていない白紙の書物の前に座っていることで皮肉は頂点に達する。完成作では逆にロバは瞳を開いて鑑賞者の側を見ているが、背景のフクロウの像でそれを表現している。つまりフクロウは知恵の女神ミネルヴァのアトリビュートであり、それを完全なる暗闇の中にシルエットとして配置することで知性の欠如を表現している。
『祖父の代までも』の図像自体は『素描帖B』第72番、《夢》第26番、完成作直前の準備素描、完成作の4段階で発展した。一見図像そのものに大きな変化はないが、意味内容は途中から変更されている。

### 図像的源泉
直接の図像的源泉は《ロス・カプリーチョス》構想以前の1794年から1795年に制作された『素描帖B』第72番の素描「文学者のロバに変装した仮面もある」（También hay máscaras de borricos literatos）である。ゴヤはこの文学者としての図像を発展させる過程で様々な要素を追加ないし除去し、図像の意味も変更した。次に描いたのは《ロス・カプリーチョス》の初期構想である《夢》第26番「文学者姿のロバ」（El asno literato）で、『素描帖B』第72番の図像を再利用して描かれた。添えられた題名はいずれも無知の象徴としてのロバで表された文学者批判であったことが分かる。この文学者に対する批判的言及は他のロバの小連作と共通しており、人間の最も称えられるべき活動、教育・音楽・医学・文学・芸術の実践がロバの姿を借りて批判されている。さらに完成作直前の準備素描で批判の対象が文学者から世襲貴族へと変化する。
ロバの貴族としての描写自体は最初の『素描帖B』第72番からあり、ここではロバはイダルゴの身なりをしており、《夢》第26番以降は机の側面に盾形紋章を追加することで貴族であることを示している。しかし《夢》第26番の背景にあった書架はそれ以降では姿を消して文学者批判の意味合いは消失した。さらに《夢》第26番の書物に記されていた文字は、続く準備素描では白紙となり、完成作で愚か者の血統が示された。
おそらくゴヤの図像はいくつかの出版物にも触発された。その1つはプリモ・フェリシアーノ・マルティネス・デ・バレステロスの『著名なロバ・アカデミーの回想録』であり、この著書はスペイン王立アカデミーと当時のスペイン文化の最前線にいながら過去に執着する人々を嘲笑している。またゴヤは1782年にフアン・バウティスタ・パブロ・フォルネルによって出版された匿名の詩人の遺作『博識なロバ』（El asno erudito）の寓話や、ホセ・カダルソの『モロッコ人の手紙』にも精通していたと思われる。

### 技法
『祖父の代までも』はアクアチントのみで描かれている。これは《ロス・カプリーチョス》の80点の版画の中で本作品を含めわずか2点しかない。版画制作でアクアチントをメインで用いることは当時のスペインではほとんど先例のない新しいことであった。ゴヤ以前で唯一の先例はバルトロメ・スレーダ・イ・ミセロルが1791年にフアン・ロペス・デ・ペニャルベルの著書『ブエン・レティーロ宮殿の機械ギャラリー』の挿絵として制作した版画である。スレーダはこの技法を1793年に建築家アグスティン・デ・ベタンクルの助手として渡ったイギリスで習得していた。1780年代にゴヤはすでにディエゴ・ベラスケスの複製版画を制作する際に初歩的なアクアチントを使用し、エッチングを補完していたが、ゴヤはおそらく《ロス・カプリーチョス》の制作中にスレーダのもとでアクアチントの可能性を模索したと思われる。

## 来歴
プラド美術館所蔵の《ロス・カプリーチョス》の準備素描は、ゴヤの死後、息子フランシスコ・ハビエル・ゴヤ・イ・バイユー（Francisco Javier Goya y Bayeu）、孫のマリアーノ・デ・ゴヤ（Mariano de Goya）に相続された。スペイン女王イサベル2世の宮廷画家で、ゴヤの素描や版画の収集家であったバレンティン・カルデレラは、1861年頃にマリアーノから準備素描を入手した。1880年に所有者が死去すると、甥のマリアーノ・カルデレラ（Mariano Carderera）に相続され、1886年11月12日の王命によりプラド美術館が彼から購入した。

## ギャラリー
他のロバの小連作

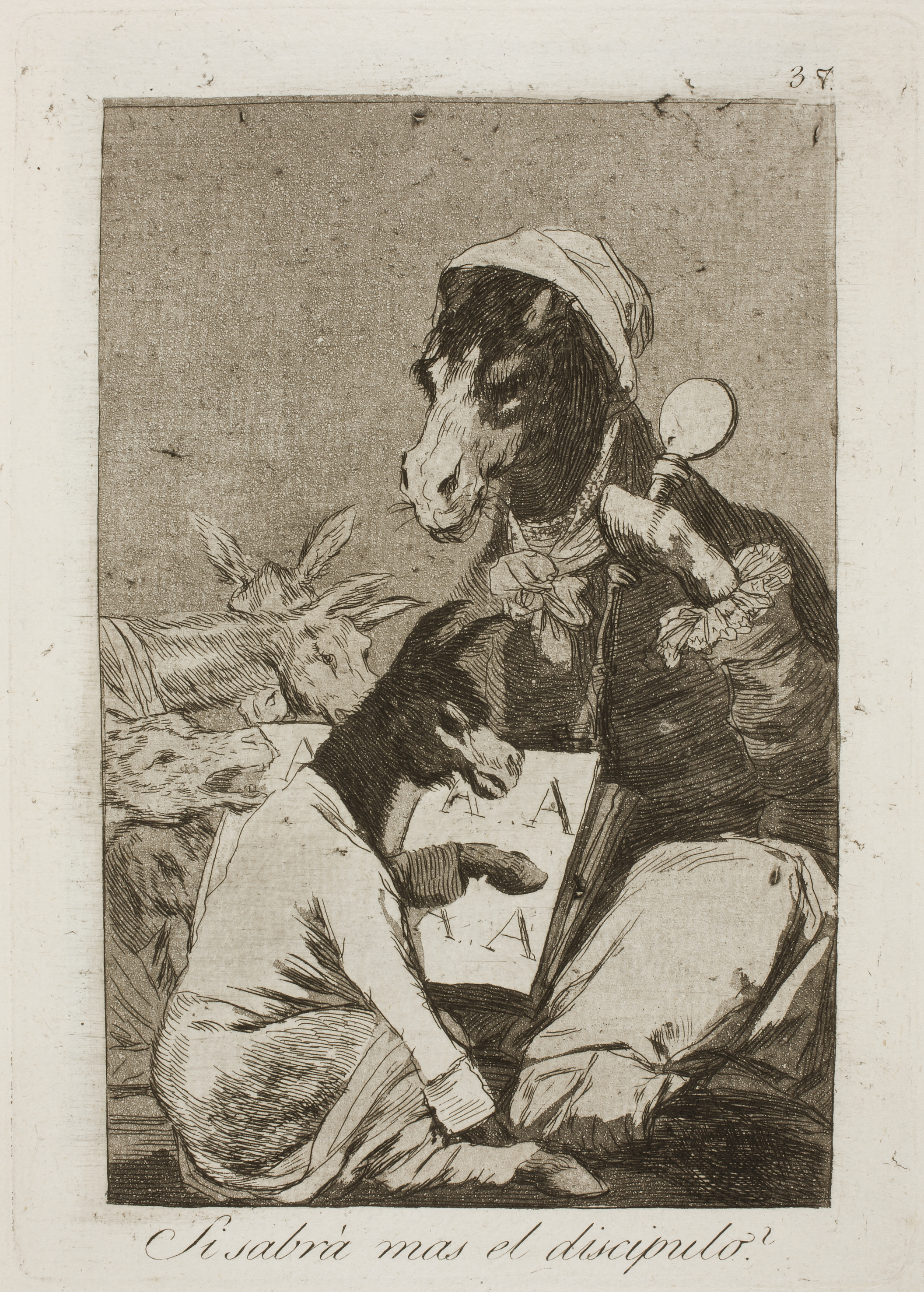
第37番「弟子のほうが物知りなのだろうか」
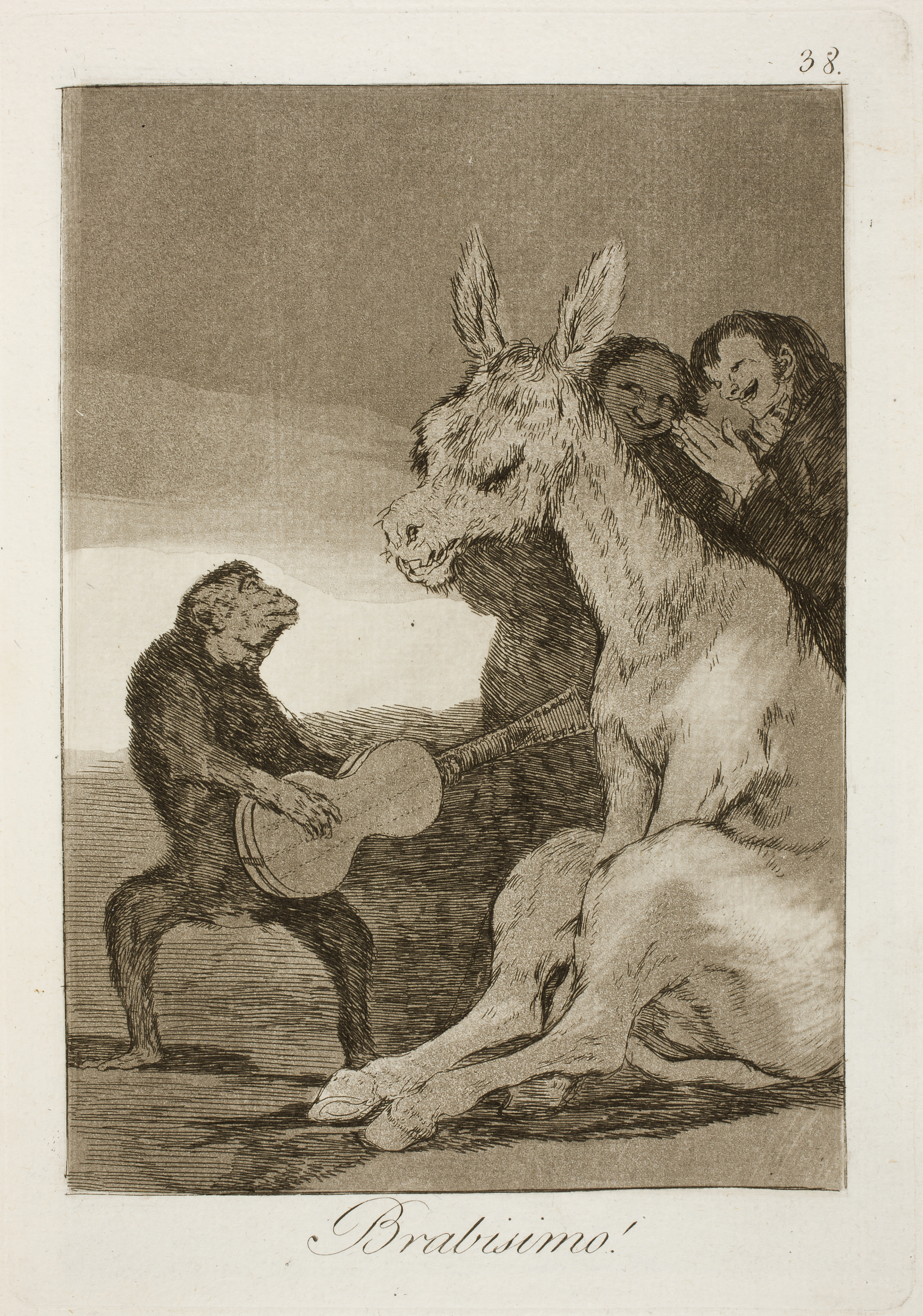
第38番「ブラボー」

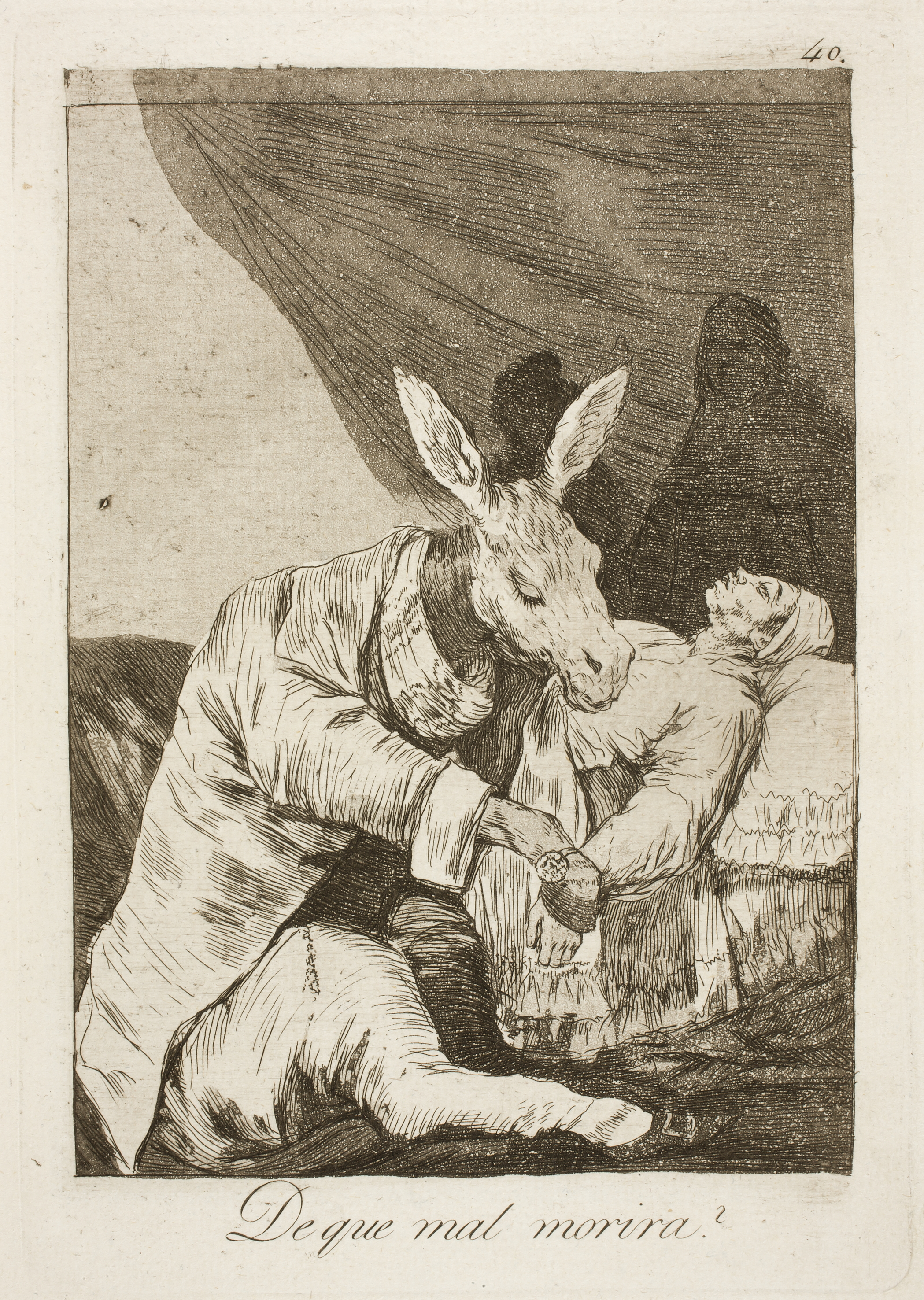
第40番「何の病気で死ぬのだろうか」
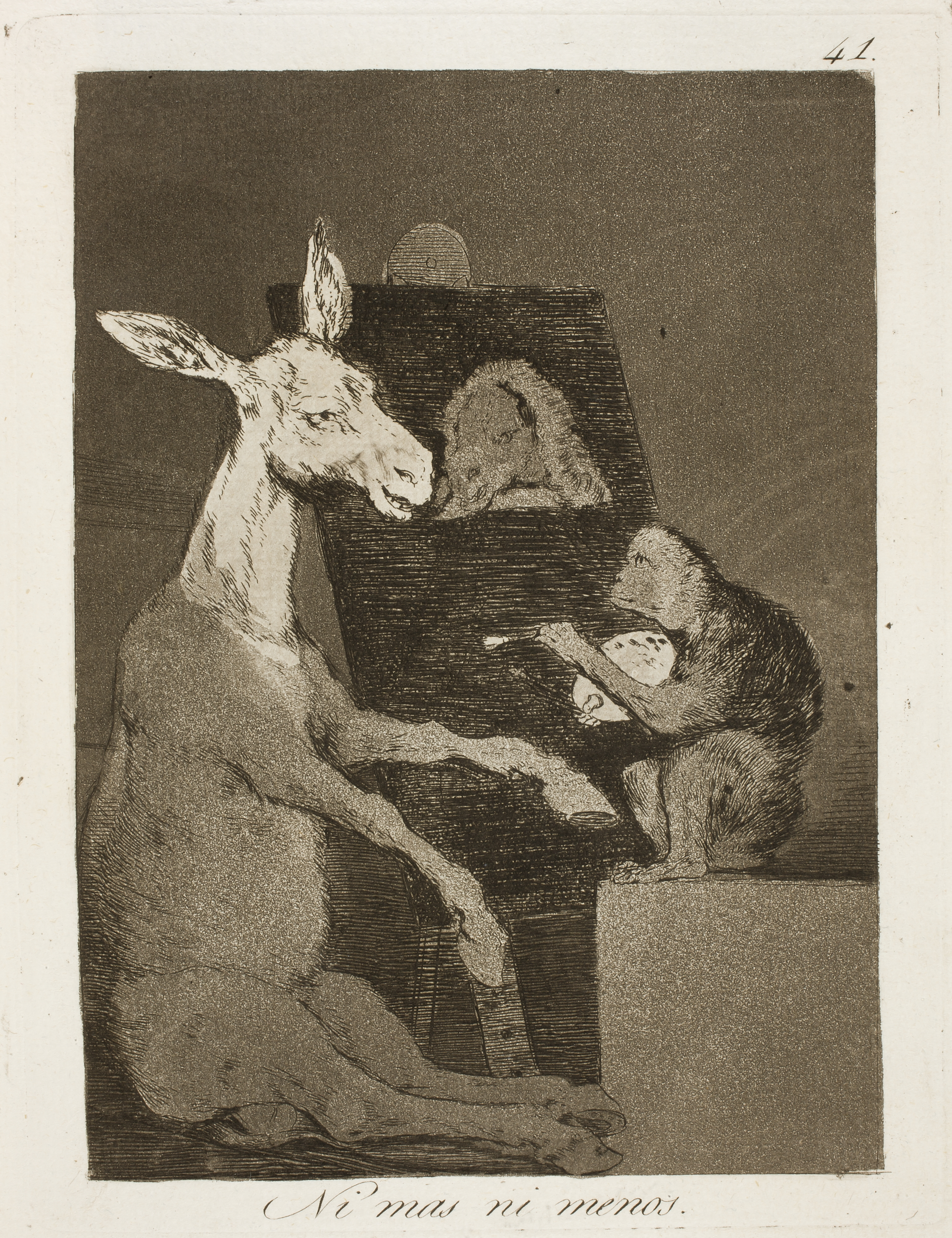
第41番「あるがままの姿に」
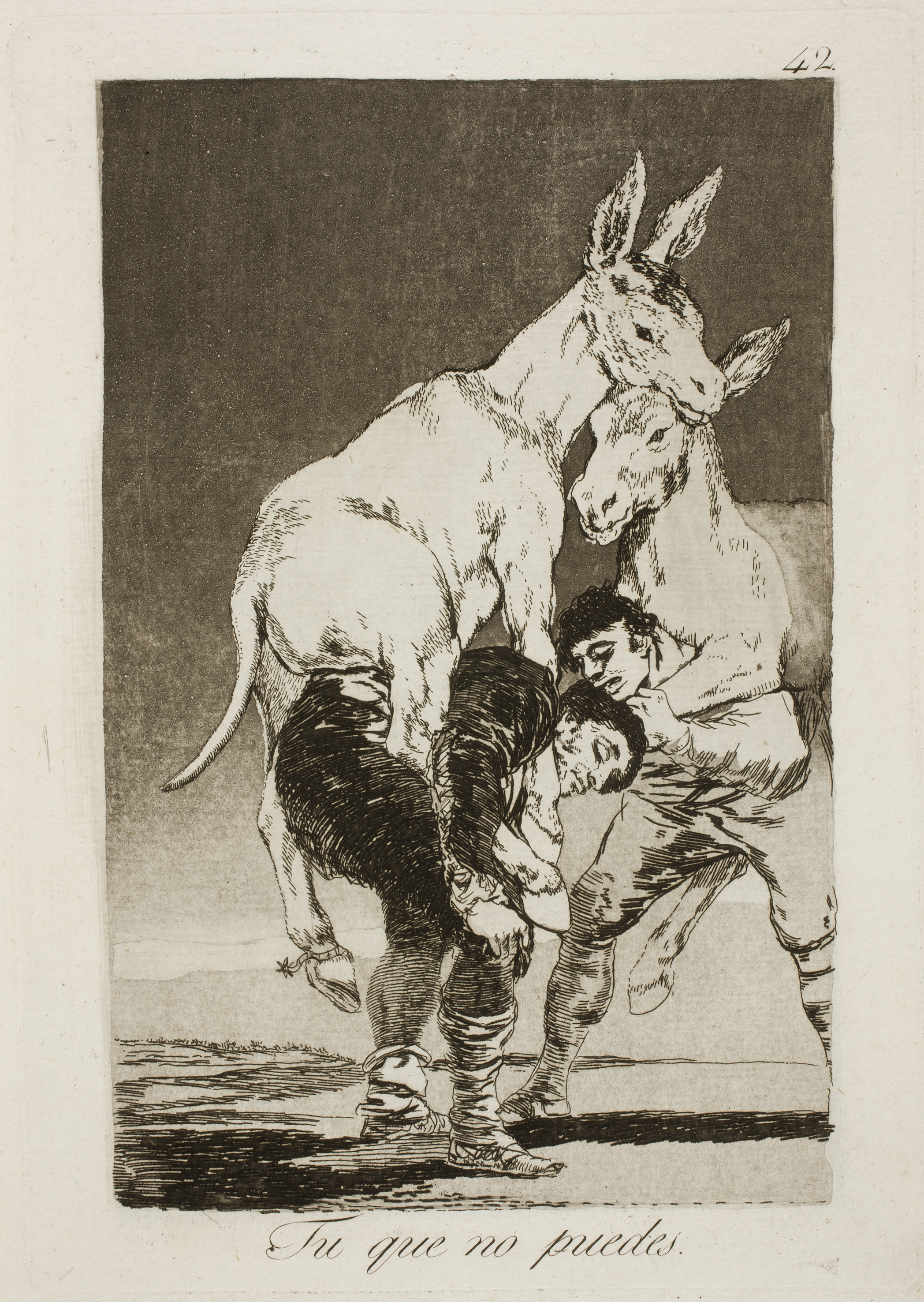
第42番「お前には苦労をかけるが」